# Braveheart (Ashanti)
| Recensione | Giudizio |
| ---------- | -------- |
| AllMusic   |          |

Braveheart è il sesto album in studio della cantante statunitense Ashanti, pubblicato il 4 marzo 2014.

## Tracce
1. Intro / Braveheart – 5:23 (Ashanti Douglas, Lenton T. Hutton)
2. Nowhere – 3:02 (Ashanti Douglas, Jaramye Daniels, Akil King, Sharif "Reefa" Slater)
3. Runaway – 3:10 (Ashanti Douglas, Akil King, Jean Olivier, James Brown, Samuel Barnes, James Smith, Jaramye Daniels, Lynne Collins, Sharif "Reefa" Slater)
4. Count – 2:53 (Ashanti Douglas, Noel "Detail" Fisher)
5. Early in the Morning (feat. French Montana) – 4:07 (Ashanti Douglas, Karim Kharbouch, Ernesto "DJ Clue" Shaw, Eric Johnson, Carlton Sye)
6. 3 Words – 3:23 (Ashanti Douglas, Lenton T. Hutton)
7. Love Games (feat. Jeremih) – 4:12 (Timothy Bullock)
8. Scars – 5:49 (Ashanti Douglas, Lenton T. Hutton, Kevin Randolph)
9. Never Should Have – 3:58 (Ashanti Douglas, Mansur Zafr)
10. She Can't – 3:44 (Ashanti Douglas, Mansur Zafr)
11. Don't Tell Me No – 3:49 (Ashanti Douglas, India Boodram, Kesia Hollins, Jazmyn Boodram, Mansur Zafr)
12. I Got It (feat. Rick Ross) – 4:06 (Ashanti Douglas, Lenton T. Hutton, Williams Roberts II)
13. First Real Love / Outro (feat. Beenie Man) – 4:53 (Ashanti Douglas, Victan Edmund, Moses Davis, Dorrett Wisdom)

## Classifiche
| Classifiche (2014) | Posizione massima |
| ------------------ | ----------------- |
| Stati Uniti        | 10                |